# Municipalitat (República Popular de la Xina)
A la República Popular de la Xina, un municipi d'administració directa (直辖市; Zhíxiáshì; 'ciutat administrada directament'), comunament conegut com a municipalitat, és una ciutat que depèn del govern central i no d'una província. Hi ha quatre municipalitats a la Xina: Pequín, Tianjin, Shanghai i Chongqing.
Tot i ser una ciutat pel seu nom, un municipi és més que ciutat en un sentit tradicional. Normalment es compon d'una àrea urbana central i d'unes zones rurals i suburbanes circumdants molt més grans.

## Història
Les primeres municipalitats van ser les 11 ciutats de Nanquín, Shanghai, Pequín, Tianjin, Tsingtao, Chongqing, Xi'an, Canton, Hankou (ara part de Wuhan), Shenyang i Harbin, sota la República de la Xina. Es van establir el 1927 poc després de ser designades com a "ciutats" durant la dècada de 1920. Nominalment, Dalian també era un municipalitat, tot i que estava sota control japonès. Aquestes ciutats es van anomenar primer municipis/ciutats especials (特别市; tèbiéshì), però més tard van ser rebatejades com a municipis controlats per Yuan (院辖市; yuànxiáshì), després municipis controlats directament (直辖市; zhíxiáshì) pel govern central.
Després de l'establiment de la República Popular de la Xina el 1949, Anshan, Benxi i Fushun també es van convertir en municipalitats, mentre que Tsingtao, Dalian i Harbin es van reduir a municipis provincials. Hankou es va fusionar amb Wuhan, que es va convertir en una municipalitat. Per tant, quedaven 12 municipalitats. El novembre de 1952, Nanjing va ser reduït a un municipi provincial. El març de 1953, Lüda, resultat de la fusió de Dalian i Lüshun el desembre de 1950, es va convertir en municipalitat. El juliol de 1953, Harbin va tornar a ser una municipalitat, mentre que Changchun va adquirir aquest estatus per primera vegada. Excepte Pequín i Tianjin, que estaven sota control central, tots els altres municipis estaven governats per les àrees administratives superiors.
El juny de 1954, 11 de les 14 municipalitats van quedar reduïdes a ciutats subprovincials; moltes d'elles es van convertir en capitals de les províncies on es trobaven. Només Pequín, Xangai i Tianjin van romandre municipalitats. Chongqing va passar a ser municipalitat el 1997, amb una superfície molt ampliada. Tianjin també havia estat revertit temporalment a l'estatus de ciutat subprovincial entre 1958 i 1967.

## Posició en la jerarquia
Les municipalitats són les ciutats amb rang més alt dins la República Popular de la Xina.
Hi ha tres nivells de ciutats a la República Popular de la Xina:
- Municipalitats (municipis;municipis; zhíxiáshì);
- Ciutats a nivell de prefectura (prefectura; prefectura; dìjíshì), incloses les ciutats subprovincials; i,
- Ciutats a nivell de comtat (municipal; provincial; xiànjíshì), incloses les ciutats subprefecturals.

## Administració
A les municipalitats, el càrrec de govern de més alt rang és l'alcalde. L'alcalde també és delegat a l'Assemblea Popular Nacional i vicesecretari del Comitè Municipal del Partit Comunista Xinès. Tanmateix, la màxima autoritat administrativa del municipi pertany al secretari del Comitè del Partit Comunista Xinès.

## Municipalitats actuals
| ISO   | Nom       | Xinès simplificat | Hanyu Pinyin  | Abr.    | Població                             | Sup. (km²)                  | Ciutat seu | Província d'origen (data separació) |
| ----- | --------- | ----------------- | ------------- | ------- | ------------------------------------ | --------------------------- | ---------- | ----------------------------------- |
| CN-11 | Beijing   | 北京市            | Běijīng Shì   | 京 jīng | 19.612.368                           | 16.801                      | Tongzhou   | Hebei (Octubre 1949)                |
| CN-12 | Tianjin   | 天津市            | Tiānjīn Shì   | 津 jīn  | 12.938.224                           | 11.760                      | Hexi       | Hebei (Gener 1967)                  |
| CN-31 | Shanghai  | 上海市            | Shànghǎi Shì  | 沪 hù   | 23.019.148                           | 6.340                       | Huangpu    | Jiangsu (Març 1927)                 |
| CN-50 | Chongqing | 重庆市            | Chóngqìng Shì | 渝 yú   | 28.846.170 (Nucli ciutat 16.240.026) | 82.300 (Nucli ciutat 6.268) | Yuzhong    | Sichuan (Maig 1997)                 |